# ピーター・ラウ
ピーター・ラウ（Peter Rau、1948年11月19日 - ）は競馬の調教師。ドイツ生まれ。2007年現在はトルステン・ムンドリーを厩舎の主戦騎手としている。

## おもな管理馬
- ラヴィルコ / Lavirco（1996年 ドイツ2000ギニー、ドイツダービー、オイロパ賞）
- アンナモンダ / Anna Monda（2005年 ドイツ1000ギニー、ヴィットーリオ・ディ・カープア賞）
- ドナルドソン / Donaldson（2006年 ドイツ賞）
- サデックス / Saddex（2007年 ラインラントポカル）